# Surat Thani (thành phố)

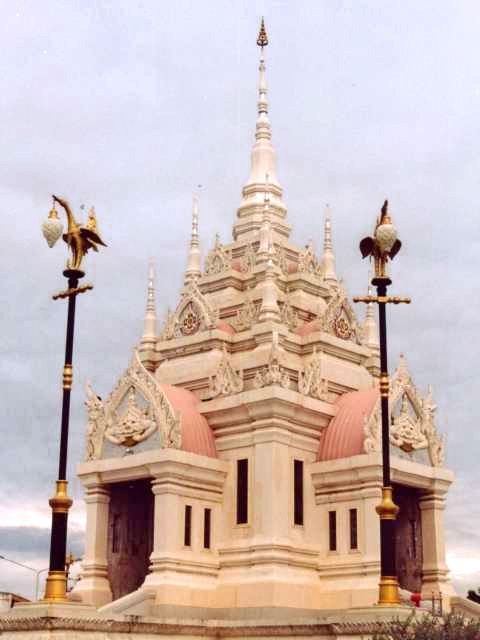
Lak Mueang - Đền thờ trụ cột thành phố ở Surat Thani

Surat Thani (tiếng Thái: สุราษฎร์ธานี, phát âm tiếng Thái: [Sủ-rạt Thani]) là một Thành phố (เทศบาลนคร Thesaban nakhon) ở Amphoe Mueang Surat Thani, tỉnh Surat Thani, miền Nam Thái Lan. Đây là thủ phủ của tỉnh này.
Thành phố có dân số 132.040 (năm 2019) và diện tích  68.97 km². Thành phố nằm gần cửa sông Tapi bên Vịnh Thái Lan. Thành phố không có điểm thu hút khách du lịch nên du khách chỉ đến thăm đảo Ko Samui gần đấy.
Tỉnh này là trung tâm thương mại của khu vực với hải cảng phục vụ cho các sản phẩm của tỉnh như cao su và dừa. Tỉnh này có sân bay Surat Thani.

## Lịch sử
Khu vực này được vua  Vajiravudh (Rama VI) đặt tên năm 1915 có nghĩa là "Thành phố của những người tốt" do dân địa phương đã có lòng mộ đạo cao đối với đạo Phật. Tên trước đó của vùng này là trước đó là Bandon có nghĩa là "làng trên vùng đất cao hơn". Năm 1932, Sura Thani trở thành một huyện vệ sinh  (sukhaphiban). Ngày 7 tháng 12 nó trở thành một thị xã (thesaban mueang), với diện tích nội ô  2,67 km² và được mở rộng ra  6,95 km² ngày 14 tháng 10 năm 1958, và ngày 22 tháng 12 năm 1994 nó được mở rộng thành 68,97 km². Ngày 4 tháng 5 năm 2007, thị xã này được nâng thành thành phố (thesaban nakhon).